# Mister Scarlet
Mister Scarlet fu un supereroe dei fumetti originariamente pubblicati dalla Fawcett Comics, ed ora di proprietà della DC Comics. Un combattente del crimine simile a Batman, possedeva numerosi dispositivi che lo aiutavano nella cattura di vari criminali, insieme alle sue abilità atletiche e alle abilità di combattimento nel corpo a corpo.

## Biografia del personaggio
Il suo alter ego era il procuratore Distrettuale Brian Butler, che insieme al suo figlio adottivo, Pinky the Whiz Kid, combatté il male nella sua città per anni. Il suo successo fu così alto che il suo lavoro era spesso a rischio a causa della mancanza di criminalità. Come risultato, durante la serie fece parecchi lavori per fare fronte ai bisogni della sua famiglia.
La sua prima comparsa in Wow Comics n. 1 nell'inverno 1940, Brian abitava a Gotham City. Questo potrebbe essere stato il primo utilizzo del nome della città nei fumetti. Più tardi la retcon stabilì che la base di Mister Scarlet era o a New York o a Fawcett City.
Sebbene inizialmente comparvero negli anni quaranta, Mister Scarlet e Pinky si rivelarono essere ancora attivi e connessi allo stesso livello di età negli anni settanta durante un'alleanza con la Justice League of America e la Justice Society of America. Fu durante questa alleanza che i due combattenti del crimine si unirono ad un altro gruppo di eroi per formare la Squadron of Justice di Shazam, sebbene nessuna avventura del gruppo fu mai più raccontata da allora.

## Altre versioni
Dopo la Crisi, fu rivelato che Pinky prese l'identità di suo padre dopo la sua morte, essendo stato in attività a Fawcett City per molti anni. Fu anche rivelato come mantennero la loro giovinezza dagli anni '40: Shazam fornì un'aura protettiva per decenni così che gli abitanti invecchiassero più lentamente dei loro contemporanei delle altre città.
Una nuova versione di Mister Scarlet comparve in Kingdom Come della Elseworld e nella miniserie The Kingdom. Mister Scarlet fu raffigurato come uno splendente diavolo rosso di un uomo conosciuto per aver passato del tempo nel bar Teen Towers insieme a Matrice, la Figlia del Joker, e il nuovo Thunder. Possiede una cresta enorme sulla testa, basato sulla pinna del cappuccio originale, e intendeva somigliare a Savage Dragon.